# Tayeb Saoudi
Tayeb Saoudi, né le 15 avril 1948, est un homme politique algérien. Membre du Front de libération nationale, il est député de la troisième circonscription électorale de la wilaya d'Oum El Bouaghi au cours de la troisième législature (1987-1992).